# Алексий (Ганьжин)
Архимандри́т Алекси́й (в миру Александр Иванович Ганьжин; 12 сентября 1960, Кунгур, Пермская область) — священнослужитель Русской православной церкви, настоятель Никольского ставропигиального Морского собора, заместитель председателя Синодального отдела по взаимодействию с вооружёнными силами и правоохранительными органами, член Епархиального совета Санкт-Петербургской епархии, председатель отдела по взаимодействию с вооружёнными силами и правоохранительными учреждениями, благочинный Военного благочиннического округа Санкт-Петербургской епархии Московского патриархата, духовник представительства Всевеликого войска Донского в городе Санкт-Петербурге.

## Биография
По окончании восьми классов поступил в Пермское речное училище, которое окончил по специальности техник водных путей. Работал в Уфимском речном порту сменным помощником электромеханика — помощником командира земснаряда «Портовый 8».
В 1979—1981 годах служил в рядах Советской армии, затем, в 1982—1989 годах — в органах МВД, ГУВД Леноблгорисполкома.
С 1989 года служил в Ленинградской (затем — Санкт-Петербургской) епархии Русской православной церкви.
В 1991 году (03.03.) в день памяти Святителя Григория Паламы, архиепископа Солунского, который приходится на второй воскресный день Великого поста, рукоположен в диакона. (Диаконская хиротония).
В 1992 году в праздник Вознесения Господня митрополитом Санкт-Петербургским и Ладожским Иоанном (Снычёвым) был рукоположён в сан пресвитера. (Иерейская хиротония).
В 1994 году закончил Санкт-Петербургскую духовную семинарию и назначен настоятелем Троицкой церкви в Красном Селе.
В 2001 году — закончил Санкт-Петербургскую юридическую академию, имеет степень кандидата педагогических наук.
C 16 февраля по 15 марта 2003 года был откомандирован в Чечню для духовного окормления сотрудников Федерального агентства правительственной связи и информации при Президенте Российской Федерации (ФАПСИ). Проходя служение в составе оперативной группы ФАПСИ в Ханкале, служил молебны, панихиды, проводил пастырские беседы с воинами, оказывал помощь в устройстве походного храма в расположении группы.
С 2005 года председатель отдела по взаимодействию с Вооружёнными силами и правоохранительными учреждениями и епархиальный благочинный Военного благочиннического округа.
В 2006 году одновременно стал настоятелем храма иконы Божией Матери «Милующая». Является сотрудником Синодального отдела по взаимодействию с Вооружёнными силами и правоохранительными учреждениями (Московский патриархат).

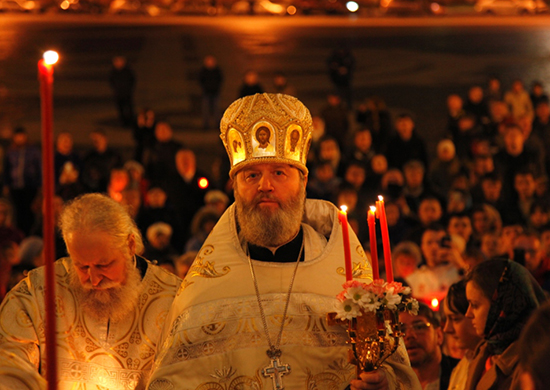
Архимандрит Алексий во время Пасхальной службы в Никольском ставропигиальном Морском соборе Кронштадта, 1 мая 2016 года

22 апреля 2013 года по благословению митрополита Санкт-Петербургского и Ладожского Владимира в Свято-Троицком соборе Александро-Невской лавры епископом Кронштадтским Назарием (Лавриненко) протоиерей Александр Ганьжин был пострижен в монашество с наречением имени Алексий в честь святого благоверного князя Александра Невского, в схиме Алексия.
12 апреля 2014 года в Казанском кафедральном соборе митрополитом Санкт-Петербургским и Ладожским Варсонофием иеромонах Алексий был возведён в сан архимандрита.
16 мая 2014 года по согласованию с митрополитом Санкт-Петербургским и Ладожским Варсонофием патриарх Кирилл назначил архимандрита Алексия (Ганьжина) настоятелем Кронштадтского Никольского морского ставропигиального собора.
30 мая 2014 года решением Священного синода назначен заместителем председателя Синодального отдела по взаимодействию с Вооружёнными силами и правоохранительными органами.
6 ноября 2014 года получил Аттестат почётного сотрудника Военной академии МТО имени генерала армии А. В. Хрулёва. 
С 5 января 2015 года также благочинный Кронштадтского округа Санкт-Петербургской епархии. (по совместительству - благочинный храмов военного округа).
31 августа 2015 года в дополнение к другим послушаниям назначен на время строительства настоятелем разрушенного собора Андрея Первозванного в Кронштадте.

## Деятельность
Член Общественного совета Федеральной службы исполнения наказания России; председатель Общественного совета ГУФСИН (Санкт-Петербург и Ленинградская область), член Общественного совета ГУВД (Санкт-Петербург и Ленинградская область); член подкомиссии Общественной палаты по общественному контролю за деятельностью правоохранительных органов, силовых структур и реформированию судебно-правовой системы (Санкт-Петербург). Член Епархиального совета Санкт-Петербургской епархии, председателем отдела по взаимодействию с Вооружёнными силами и правоохранительными учреждениями, благочинный Военного благочиннического округа Санкт-Петербургской епархии Московского патриархата, а также духовник представительства Всевеликого войска Донского в городе Санкт-Петербурге.
23 января 2023 года, из-за вторжения России на Украину внесён в санкционный список Украины, бездоказательно оказавшись в списке из 22 граждан России «которые, прикрываясь духовностью, поддерживают террор и геноцидную политику».

## Награды
Государственные награды Российской Федерации
- Медаль ордена «За заслуги перед Отечеством» I степени (22 августа 2015 года) — За заслуги в укреплении духовных и культурных связей между народами[11]
- Медаль ордена «За заслуги перед Отечеством» II степени (16 июля 2010 года) — За достигнутые трудовые успехи и многолетнюю добросовестную работу, активную общественную деятельность[12]

Награды Русской православной церкви
- Орден Преподобного Сергия Радонежского III степени — 2003
- Орден Преподобного Серафима Саровского III степени — 2010
- Орден Святого благоверного великого князя Димитрия Донского III степени (2 января 2016; «во внимание к усердным пастырским трудам и в связи с 55-летием со дня рождения»)[13]
- Орден Преподобного Серафима Саровского II степени[14]
- Юбилейная медаль «В память 1000-летия преставления равноапостольного великого князя Владимира» — 2015
- Юбилейная медаль «В память 100-летия восстановления Патриаршества в Русской Православной Церкви» (14 апреля 2018)[15]
- Медаль «Патриаршая благодарность» патриарха Московского и всея Руси 2 февраля 2021 года (награда № 426)[16]
- Медаль ордена Русской Православной Церкви благоверного князя Александра Невского (награда № 30) - 2025[17]
- Благословенная патриаршая грамота от патриарха Московского и всея Руси — 2004
- Патриаршая грамота от патриарха Московского и всея Руси (2017; «во внимание к усердным трудам на благо Святой Церкви и в связи с 25-летием служения в сане пресвитера»[18]
- Патриаршая грамота от патриарха Московского и всея Руси — 2022; «Во внимание к усердным трудам на благо Святой Церкви и в связи с 30-летием служения в сане пресвитера»[19]
- Медаль Святого Первоверховного Апостола Петра (Санкт-Петербургская епархия) (серебряная) — 2008
- Медаль Святого Первоверховного Апостола Петра (Санкт-Петербургская епархия) I степени
- Медаль Святого Апостола и евангелиста Иоанна Богослова (Санкт-Петербургская духовная академия) III степени — 2015
- Медаль «В честь 500-летия Успенского собора Тихвинского Успенского Богородичного мужского монастыря (1515—2015)» № 144 (Тихвинская епархия) 9 июля 2019 года[20]
- Медаль Преподобного Серафима Вырицкого «За жертвенные труды» I степени (Гатчинская епархия) 12 сентября 2020 года[20]
- Наперсный крест с украшениями (24 мая 2012)[1]

Ведомственные награды Российской Федерации
- Медаль «За участие в главном военно-морском параде» (Главнокомандующий ВМФ) — 2017
- Медаль «ВЧК — КГБ — ФСБ 100 лет» (Лига ФСБ РФ) — 2017
- Юбилейная медаль «100 ЛЕТ ОРГАНАМ ГОСУДАРСТВЕННОЙ БЕЗОПАСНОСТИ» (ФСО) - 2017[21]
- Медаль «Памяти героев Отечества» Министерство обороны Российской Федерации — 2017
- Юбилейная медаль «80 лет ГИБДД МВД РФ» — 2016[источник не указан 2483 дня]
- Медаль «За укрепление боевого содружества» (Министерство обороны России) — 2015
- Медаль «Имени Петра Великого» (золотая) — 2015
- Медаль «За вклад в развитие уголовно-исполнительной системы России» (золотая) — 2015
- Медаль «За содружество во имя спасения» (МЧС России) — 2011
- Медаль «За вклад в развитие уголовно-исполнительной системы России» (серебряная) — 2009
- Медаль «За воинскую доблесть» (ФАПСИ) II степени
- Медаль «За взаимодействие с ФСБ России»
- Медаль «За боевое содружество» (ФСО)
- Юбилейная медаль «60 лет Победы в Великой Отечественной войне 1941—1945 гг.»
- Нагрудные и памятные знаки: «За честь и достоинство в службе Отечеству» (ФАПСИ России); «Почётный сотрудник ФСО России»; Знак Спецсвязи ФСО России «Участнику боевых действий»; «75 лет правительственной связи»; «За отличие в службе» I степени (ВВ МВД России); «За отличие в службе» (ВВ МВД России); «За отличие в службе» II степени (ВВ МВД России); «За дальний поход» (МО РФ); «За службу на Кавказе» (Командование Северо-Кавказским ВО); «За содействие ГУВД по С-Пб и Лен. обл.»; «54 корпус ПВО»; «Тихоокеанскому флоту 275 лет»; «70 лет Северному Флоту».
- Памятный знак отличия Министерство обороны Российской Федерации — 2017
- Медаль «За заслуги в материально-техническом обеспечении» Министерство обороны Российской Федерации — пр.№ 81 зам. МО РФ 20.06.2020
- Медаль «Совместное стратегическое учение Запад-2021»[22]
- Медаль «За вклад в укрепление обороны Российской Федерации» — 2022[23]
- Медаль «За трудовую доблесть» — 2022[24]
- Памятная медаль «Участнику специальной военной операции» (Росгвардия)[25]
- Медаль «ЗА СЛУЖБУ В НАДВОДНЫХ СИЛАХ» Министерство обороны Российской Федерации — 2023[26]
- Медаль «ЗА УЧАСТИЕ В ГЛАВНОМ ВОЕННО-МОРСКОМ ПАРАДЕ» Министерство обороны Российской Федерации — 2023[27]
- Медаль «ЗА ВЕРУ И СЛУЖЕНИЕ ОТЕЧЕСТВУ» Министерство обороны Российской Федерации — 2023[28]
- Медаль «УЧАСТНИКУ СПЕЦИАЛЬНОЙ ВОЕННОЙ ОПЕРАЦИИ» Министерство обороны Российской Федерации — 2024[29]
- Медаль "ЗА СОДЕЙСТВИЕ" (Росгвардия) — 2025[30]

Общественные и другие награды
- Знак отличия «За верность долгу» (администрация Красносельского района Санкт-Петербурга)
- Орден Святой Анны III степени (Российский императорский дом) — 2011
- Императорская медаль «В память Великой войны 1914—1918 гг.» (Российский императорский дом) — 2015
- Орден «За Веру, Дон и Отечество» III степени (атаман Всевеликого войска Донского) — 2011
- Орден «Святого князя Александра Невского» II степени (Национальный комитет общественных наград)
- Медали: «За службу на Северном Кавказе» (Союз десантников России); «За ратную доблесть» (Всероссийское общественное движение ветеранов локальных войн и военных конфликтов); «300 лет Санкт-Петербургскому Военно-Морскому Институту» (Военно-морской институт, Санкт-Петербург); Адмирала М. П. Лазарева (СПб морское собрание); «90 лет со дня рождения Ю. В. Андропова»; «85 лет ВЧК-КГБ-ФСБ»; «90 лет ВЧК-КГБ-ФСБ»; «Воин Евгений — Мученик за Христа»; «Бородино — Воинская Слава России»; «За ратную доблесть» (Ассоциация ветеранов и сотрудников СБ).
- Почётные и памятные знаки: «Святой Татьяны» степени «Наставник молодёжи» (СПб Совет ректоров вузов); «Знак почёта» (Совет ветеранов ОВД и ВВ Санкт-Петербурга и Ленобласти); «Защитнику Отечества» (Фонд правоохранительных органов); «Подводному Флоту России 100 лет» (АНО «Церковь и Флот»); «80 лет экспедиции подводных работ особого назначения 1923—2003».
- Знак отличия «За заслуги перед Санкт-Петербургом» — 2020
- Памятный знак «350 лет Петру Великому» — 2022[31]
- Медаль «Адмирал Исаков» — 2022 (Республика Армения)[32]
- медаль «АДМИРАЛА П.С. НАХИМОВА» — 2023[33]
- Медаль «80 лет Победы в Курской битве» — 2023[34]
- Медаль «ВСЕРОССИЙСКИЙ БЛАГОТВОРИТЕЛЬ» 1 степени — 2024[35]

## Публикации
- Ганьжин А. И. Современное видение проблемы духовного воспитания сотрудников правоохранительных органов Российской Федерации // «Известия Российского государственного педагогического университета им. А. И. Герцена. Аспирантские тетради» : научный журнал. — СПб.: РГПУ им. А. И. Герцена, 2008. — № 32(70), ч.2. — С. 35—40. — ISSN 1992-6464.
- Ганьжин А. И. «Роль Церкви в духовно-нравственном воспитании в тюрьмах» // «Известия Российского государственного педагогического университета им. А. И. Герцена» : научный журнал. — СПб.: РГПУ им. А. И. Герцена, 2010. — № 121. — С. 79—84. — ISSN 1992-6464.

интервью
- Протоиереи Димитрий Смирнов и Александр Ганьжин о возможности появлении в армии дарового пива… Просветительский центр собора Александра Невского (14 ноября 2009). Дата обращения: 23 июля 2021.
- Архимандрит Алексий (Ганьжин). В Петербург доставлена икона с частицей мощей св. Феодосия Черниговского. Протоиерей Александр Ганьжин рассказал о знаменательном событии в церковной жизни северной столицы. «Русская народная линия» (25 октября 2012). Дата обращения: 23 июля 2021.
- Анна Бархатова. Архимандрит Алексий (Ганьжин): Смятение в умах многих украинцев - это следствие 20-летней бандеровской пропаганды. Интервью «Русской народной линии» с настоятелем Никольского собора в Кронштадте. «Русская народная линия» (27 мая 2014). Дата обращения: 23 июля 2021.

## Высказывания
- «Церковь должна присутствовать в российской армии»[36].
- «Радует, что у военных есть потребность в духовном окормлении»[37].
- «Военное православное духовенство всегда относилось с чувством такта и должного уважения к представителям других вер»[38].
- «История не знает ни одного факта, когда какие-нибудь конфликты в русской армии или флоте возникали на религиозной почве. И во время войны с Японией, и в войне с Германией успешно сотрудничали и православный батюшка, и мулла, и раввин»[39].
- «Выходя из храма, каждый подумайте о своей жизни, о своем состоянии души и о том, как нас посещает Господь. Конечно, многие могут сказать, что им не было таких явных свидетельств Божьего присутствия, как у других, но мы можем увидеть посещение Господа в Священном Писании. Когда мы читаем эту Книгу и углубляемся в неё, мы пребываем с Господом Иисусом Христом»[40].